# Таиджи Касе
Таиджи Касе (Taiji Kase, 1929-2004) е един от най-реномираните учители по карате на нашето време.

## Биография
Роден е на 9 февруари 1929. Тъй като баща му е известен джудо инструктор, от ранна детска възраст Касе се занимава с този спорт, в който стига до 2 дан. На 14 години вижда и първата демонстрация по карате и така като младеж започва да тренира Шотокан през 1944 г. (паралелно с джудо в началото, но преди да стигне 3 дан прекъсва джудо заниманията), като в залата по това време е имало около 40 ученици. Той тренира известно време и айкидо при Морихей Уешиба (Morihei Ueshiba) и Noriaki Inoue, учител и на Шигеру Егами (Shigeru Egami). Йошитака Фунакоши е шеф-инструктор, с помощници Геншин Хирониши (Genshin Hironishi, 1913-81), Шигеру Егами, Hayashi and Uemura – всичките 4 дан. 5 дан – най-високият по това време – е имал само Гичин Фунакоши, който посещавал понякога залата да дава насоки в тренировките. Тренировките били много сурови, играело се изключително кихон и ката, самият Касе ги описва като „много тежки“. Карате се тренирало само за истински бой, нямало и мисъл за някакви състезания. Според Касе именно в този период стилът се трансформирал под влиянието на Йошитака, като израз на това станали по-дълбоките позиции и удрянето с крак над пояса. Много от учениците на Йошитака взели участие във войната, като станали „камикадзе“, както и самият Касе, който март 1945 г., само на 16, се присъединява към Флота. Имал късмет, тъй като няколко месеца по-късно войната свършва и не бил изпратен на самоубийствена мисия. Завършва през 1951 г. университета Senshu, икономически науки. От много трениране той не бил подготвен за изпита за влизане в университета, но успял да постъпи в него като се присъединил към карате отбора. През 1946 г. взима изпита за 1 дан, а 3 години по-късно, като капитан на университетския отбор, става най-младият носител на 3 дан.
След 20 години практика на карате, Касе напуска Япония през 1964 г., с изградена репутация в Японската асоциация по карате (ЯКА). Една от неговите задачи в ЯКА била да обучава бъдещите инструктори (сред които са Enoeda, Ochi, Shirai и т.н.) на кумите. Малко известен е факта, че негова отговорност е била и справянето с всички „предизвикателства“ към ЯКА. В следвоенна Япония, 1945-1952, той участва в много битки и така добива реален боен опит. Според него това не е точно истинският Дух на Будо, но така са се стекли обстоятелствата.
Прекарва 3 месеца в ЮАР, където през 1965 г. провежда тренировки с помощта на Каназава, Еноеда и Shirai. Същата година провежда семинари в Германия и САЩ.
След кратък период в Италия (където помага да се установи Shirai), Холандия и Белгия, той се установява за постоянно в Париж (1967). След като един месец доказва като своят стил карате като превъзхождащ на френските шампиони и експерти, започва да преподава във Френската Карате Федерация, но скоро напуска, тъй като не желае да е обвързан с нито една политическа и спортна организация. Дори и като шеф-инструктор на Европейския клон на ЯКА, той продължава да поддържа контакти с направлението Шотокай. Продължава да преподава и отклонява всякакви предложения за връщане в Япония, като остава в Европа, където са неговите ученици. През май 1999 г. получава тежка сърдечна атака, но половин година след това, воден от голямата си любов към изкуството, продължава усилено да тренира, за да поддържа чудесната си техника. Неговият живот е преподаването. Неговите думи са: „Ако учите на карате, вие самият трябва да тренирате редовно. Трябва да практикувате повече и по-тежко от вашите ученици. И ако тренирате достатъчно дълго, карате завинаги остава вътре във вас и вие тренирате винаги и независимо къде сте“.
Касе не спира само до това, което е научил в Япония. Запазвайки и следвайки главните принципи, научени от Йошитака, той продължава да разработва на тази база все нови и нови техники и да обогатява и развива изкуството. Известен е със своето ushiro geri (удар с крак назад) и техниките си с отворена ръка. Автор е на няколко книги. Основава заедно с Hiroshi Shirai през 1989 World Karate Shotokan Academy (WKSA), на която е президент, след време е преименувана на Shotokan Ryu Kase Ha (SRKH).
Таиджи Касе умира на 24 ноември 2004 г. Той е един от хората, които показват „скритите“ техники и идеи на карате, които той е разбрал и усъвършенствал в над половинвековното си практикуване на стила. Той съживява Шотокан и го прави наистина динамичен и новаторски стил при влизането му в 21 век.